# 알리고

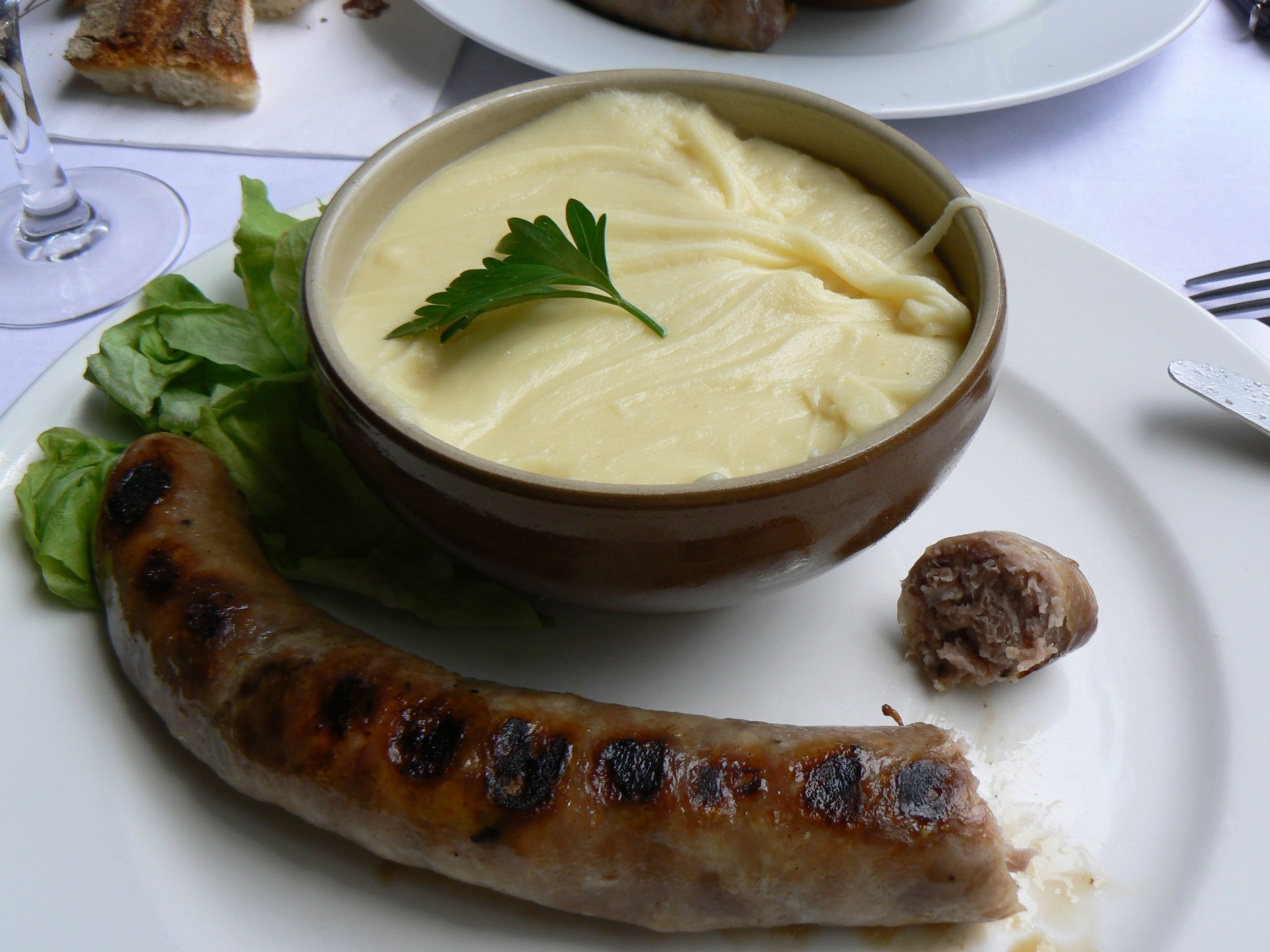

알리고(Aligot, 오크어: Aligòt)는 프랑스 남부 마시프상트랄의 오브락(아베롱 (데파르트망), 캉탈 (데파르트망), 로제르 (데파르트망), 옥시타니) 지역에서 만들어진 으깬 감자(종종 약간의 마늘 포함)에 치즈를 섞어 만든 요리이다. 아베롱 지역의 이 퐁듀 같은 요리는 오베르뉴(Auvergne) 레스토랑에서 흔히 볼 수 있는 광경이다.

## 배경
전통적으로 톰 드 라귀올레(Tomme de Laguiole, Tomme fraîche) 또는 톰 도베르뉴(Tomme d'Auvergne) 치즈로 만든 알리고는 툴루즈 소시지나 구운 돼지고기와 함께 현지 요리법에서 높이 평가되는 옥시탄 특산품이다. 캉탈 (치즈), 모차렐라 및 라욜 (치즈)을 포함한 다른 치즈도 톰(Tomme) 대신 사용된다. 치즈의 선택은 중요하며 결과에 큰 영향을 미친다. 톰은 프랑스 밖에서는 쉽게 구할 수 없다. 다른 많은 치즈들은 너무 강한 것으로 보고되었다. 치즈는 순하고 젖산 맛이 나지만 소금을 너무 많이 넣지 않고 쉽게 녹아야 한다. 영국에서 구할 수 있는 치즈를 비교한 결과, 크림 같은(부서지기 쉬운 품종이 아닌) 랭커셔 치즈가 가장 좋은 것으로 나타났으며 대부분의 다른 제안을 거부했다. 톰이나 랭커셔를 모두 사용할 수 없는 경우에는 다른 치즈가 필요할 것이다. 밀랍보다는 밀가루가 많은 감자가 더 좋다.

## 성분
알리고는 으깬 감자에 버터, 크림, 다진 마늘, 녹인 치즈를 섞어 만든다. 부드럽고 탄력 있는 질감이 생기면 요리가 완성된다. 조리법은 다양하다.

## 서빙
이 요리는 산티아고 데 콤포스텔라로 가는 길에 그 지역에서 하룻밤을 묵은 순례자들을 위해 준비되었다. 전설에 따르면 알리고는 원래 빵으로 만들어졌는데, 프랑스에 소개된 후 감자로 대체되었다고 한다. 오늘날에는 마을 모임이나 축하 행사에 메인 요리로 즐겨 먹는다. 알리고는 여전히 아베롱 가정과 거리 시장에서 손으로 조리된다. 알리고는 전통적으로 오베르뉴 레드 와인과 함께 제공된다.

## 같이 보기
- 포털:음식